# Lijst van beschermd erfgoed in Antoing
Onderstaande tabel geeft een overzicht van de beschermde erfgoederen in de gemeente Antoing. Het beschermd erfgoed maakt deel uit van het cultureel erfgoed in België.
| Object                                                                | Bouwjaar/architect | Deelgemeente         | Adres             | Coördinaten                   | Nummer?                | Afbeelding                                            |
| --------------------------------------------------------------------- | ------------------ | -------------------- | ----------------- | ----------------------------- | ---------------------- | ----------------------------------------------------- |
| Kasteel van Antoing (monument) omgeving en park (site)                |                    | Antoing              | Place Bara 19     | 50° 33' 57" NB, 3° 26' 49" OL | 57003-CLT-0001-01 Info | Kasteel van Antoing (monument)omgeving en park (site) |
| Tumulus van Trou de Billemont (monument)                              |                    | Antoing              | Billemont         | 50° 34' 16" NB, 3° 27' 42" OL | 57003-CLT-0002-01 Info | Tumulus van Trou de Billemont (monument)              |
| Romeinse graftombe van Guéronde (monument)                            |                    | Antoing              |                   | 50° 34' 22" NB, 3° 27' 20" OL | 57003-CLT-0003-01 Info |                                                       |
| Deel van het park rond de voormalige groeve Crèvecoeur (site)         |                    | Péronnes-lez-Antoing |                   | 50° 33' 24" NB, 3° 26' 15" OL | 57003-CLT-0005-01 Info |                                                       |
| Stadhuis, voormalige lakenhalle (monument)                            |                    | Antoing              | Place Bara        | 50° 33' 56" NB, 3° 26' 56" OL | 57003-CLT-0008-01 Info | Stadhuis, voormalige lakenhalle (monument)            |
| Kasteel van de graven de Lannoy, ook wel kasteel van Bruyelle genoemd | 1760               | Bruyelle             | Rue du Petit Pavé | 50° 33' 6" NB, 3° 25' 21" OL  | 57003-CLT-0009-01 Info |                                                       |